# Хевель-Модиин
Хевель-Модиин (ивр. חבל מודיעין‎) — региональный совет в Центральном округе Израиля.
Основан в 1950 году и расположен между Петах-Тиквой и Модиином.

## Население
По статистическим данным Центрального статистического бюро Израиля население регионального совета на 2024 год составляет 23 923 человек.

## Границы совета
- Региональный совет Дром-ха-Шарон, Эльад и Рош-ха-Аин — на севере.
- Региональный совет Мате-Биньямин — на востоке.
- Региональный совет Гезер и Модиин-Маккабим-Реут — на юге.
- Региональный совет Дром-ха-Шарон, Региональный совет Эмек-Лод, Лод и Рамле — на западе.

## Список населённых пунктов
Кибуцы
- Беэрот-Ицхак

Мошавы
- Ахисамах
- Барекет
- Бейт-Ариф
- Бейт-Нехемия
- Бен-Шемен
- Бней-Атарот
- Гинатон
- Гимзо
- Гиват-Коах
- Кфар-Даниэль
- Кфар-Рут
- Кфар-Труман
- Керем-Бен-Шемен
- Мазор
- Мево-Модиим
- Нехалим
- Ринатия
- Тират-Йехуда
- Хадид
- Шилат

Посёлки
- Лапид
- Нофех

Молодёжные деревни
- Бен-Шемен